# Riscone
Riscone (chiamata Reischach in tedesco, anche nota come Riscone di Brunico) è una frazione del comune italiano di Brunico, nella provincia autonoma di Bolzano, situata a circa 2 km dalla città.
Ospita la stazione a valle degli impianti di risalita per il Plan de Corones, centro sciistico appartenente al domaine skiable Dolomiti Superski. La cabinovia è aperta in tutte le stagioni ed offre un punto di partenza per escursioni sul Plan de Corones (Kronplatz), dal quale si gode un panorama a 360°.
Riscone deve il suo nome al castello di Rischon e viene citato nei documenti quale centro abitato a partire dal 1039.
Per quattrocento anni i nobili signori di Rischon ebbero sede nella residenza Angerburg, tuttora esistente. Sempre vicino al paese di Riscone si trova il castel Lamberto.

## Monumenti e luoghi d'interesse

### Architetture religiose
- Chiesa dei Santi Pietro e Paolo Apostoli

## Sport
La località ha acquisito una certa notorietà in ambito calcistico poiché è stata scelta da più squadre per effettuare il ritiro estivo per la preparazione del campionato (dal 2015 al 2017 l'Inter; in precedenza, dal luglio del 2009, aveva ospitato la Roma).
Nel maggio del 2010 la nazionale della Slovenia ha scelto Riscone per prepararsi al Campionato mondiale di calcio 2010 in Sudafrica.